# Strategic Command 2: Blitzkrieg
Strategic Command 2: Blitzkrieg là tựa game đại chiến lược do hãng Fury Software phát triển và Battlefront.com phát hành vào năm 2006. Là phần thứ hai trong dòng game Strategic Command, Blitzkrieg thuộc thể loại chiến lược theo lượt lấy bối cảnh Thế chiến II, tập trung vào chiến trường châu Âu. Người chơi điều khiển tất cả các quốc gia thuộc một trong hai phe Phát xít hoặc Đồng Minh.
Là phần tiếp theo của Strategic Command: European Theater, Blitzkrieg là bản đầu tiên trong dòng game thêm vào các điều kiện thời tiết, đơn vị quân mới như lính nhảy dù và công binh, cũng như áp lực ngoại giao.
Hai bản mở rộng đã được phát hành sau đó. Bản mở rộng đầu tiên, Weapons and Warfare thêm vào các đơn vị quân mới, quy tắc chiến đấu, mô hình thời tiết sâu sắc hơn, các loại địa hình bổ sung và mô phỏng đường bộ và đường sắt, trong khi bản mở rộng thứ hai, Patton Drives East, thêm vào các màn chiến dịch và kịch bản mới, một số trong đó – lần đầu tiên trong dòng game – lấy bối cảnh từ sau Thế chiến II hoặc mang tính giả thuyết.

## Lối chơi
Strategic Command 2: Blitzkrieg thuộc thể loại chiến lược theo lượt lấy bối cảnh Thế chiến II. Người chơi điều khiển tất cả các quốc gia thuộc một trong hai phe Phát xít hoặc Đồng Minh. Phần quan trọng nhất trong game là chỉ huy các đơn vị quân đội, nhưng người chơi cũng kiểm soát việc nghiên cứu về công nghệ và quan hệ ngoại giao.
Blitzkrieg là phần đầu tiên trong dòng game có thêm các điều kiện thời tiết (như mưa hoặc tuyết, ví dụ, cản trở sự di chuyển của các đơn vị không quân), cũng như áp lực ngoại giao. Bằng cách sử dụng tính năng này, người chơi cuối cùng có thể thuyết phục một quốc gia trung lập tham chiến về phe ta, hoặc để ngăn chặn họ trở thành kẻ thù của mình.
Các chiến dịch lớn diễn ra trên một bản đồ bao gồm toàn bộ châu Âu, cũng như Bắc Phi, Đại Tây Dương và bờ biển phía Đông của Bắc Mỹ. Tuy nhiên, không giống như phiên bản tiền nhiệm, Blitzkrieg còn có thêm 5 kịch bản được chơi trên các bản đồ nhỏ hơn, đó là Bắc Phi, Trận Vòng cung Kursk, D-Day, Chiến dịch Market Garden và Trận Ardennes. Chiến dịch Global Map (Bản đồ Toàn cầu) bổ sung sau đó đã được phát hành miễn phí kèm theo bản vá lỗi.

## Bản mở rộng

### Weapons and Warfare
Bản mở rộng đầu tiên của Strategic Command 2 mang tên Weapons and Warfare, bổ sung thêm các đơn vị quân mới, nâng cao chuyển động của hải quân và các quy luật chiến đấu, mô hình thời tiết sâu sắc hơn, các loại địa hình và các nguồn tài nguyên bổ sung khác, và sự mô phỏng các tuyến đường bộ và đường sắt.

### Patton Drives East
Bản mở rộng thứ hai, Patton Drives East, bổ sung các chiến dịch và kịch bản mới cho trò chơi, trong số đó – lần đầu tiên trong dòng game – sau Thế chiến II hoặc các cuộc xung đột hư cấu, bao gồm cả tựa đề "Patton Drives East", một cuộc chiến giả thuyết giữa Mỹ và Liên Xô từ sau thất bại của Đức Quốc xã.

## Đón nhận
Strategic Command 2: Blitzkrieg đã thu được những lời đánh giá trung bình từ giới phê bình game. IGN nhận thấy sự tương phản giữa lối chơi thú vị của game cùng đồ hoạ và hiệu ứng âm thanh khá bình thường, nhận xét: "chồng chất nhiều nội dung, nhưng không có mấy phong cách," trong khi Strategy Informer thì ghi nhận "trò chơi này thực sự là sự lựa chọn nòng cốt của giới chiến lược theo lượt, nếu không bạn có thể sớm thấy chính mình bị bỏ lại bởi sự thiếu niềm đam mê thị giác và âm thanh trong Strategic Command 2".